# Шуліка вилохвостий
Шуліка вилохвостий (Chelictinia riocourii) — хижий птах родини яструбових (Accipitridae). Поширений в Африці.

## Таксономія
Вид був проілюстрований у 1821 році для роботи Коенрада Теммінка та описаний у 1822 році Луї П'єром Війо. Його зближували з шуліками з року Elanus або з південноамериканським шуляком ластівкохвостим; у 1843 році Рене Лессон відніс вид до окремого роду Chelictinia.
Назва роду Chelictinia, можливо, походить від грецького χελιδών або χελιδονι (chelidon), що означає «ластівка», і з ικτινοσ (iktinos), що означає «повітряний змій». Видовий епітет riocourii вшановує Антуана Франсуа дю Буа, графа Ріукура — «першого президента королівського двору Нансі та володаря чудової колекції птахів». Однак деякі джерела посилаються на його сина Антуана Ніколя Франсуа, який був сучасником Війо.

## Поширення
Вид поширений по всій ширині афротропіків, але у вузькій смузі, в основному обмеженій від 15° пн. ш. до 8° пн. д. Цей вид трапляється від південної Мавританії, Сенегалу та Гамбії на заході до південної та північно-східної Уганди та Кенії на сході. Вид живе в посушливих саванах і напівпустелях від рівня моря до 500 м.

## Опис
Довжина шуліки вилохвостого становить приблизно 30 см, а розмах крил становить приблизно 78 см. Зовні схожий на крячка, має сріблясто-сіре оперення зверху і світліше знизу, але його найвідмітнішою рисою є глибоко роздвоєний хвіст, який також сірий. «Обличчя» біле, з темною плямою навколо кожного ока. Очі червоного кольору.

## Спосіб життя
Гніздиться в зоні Сахеля, і є невелика постійна популяція в північній Кенії та Уганді. Він перелітний, рухається на південь (хоча залишаючись у північній півкулі) у листопаді після розмноження, що збігається з початком сухого сезону. Він повертається на північ, коли в лютому починаються дощі, і загальний масштаб міграції коливається щорічно. Птах будує невеликі гнізда (діаметром 30-40 см) на колючих деревах, часто поруч із гніздами більших хижих птахів, таких як птах-секретар і змієїд бурий, а іноді також поблизу людських поселень. Розмноження відбувається з травня по вересень на більшій частині ареалу, але в Сенегалі воно відбувається з грудня по лютий, а в Кенії з березня по червень або з серпня і далі.
Його основною здобиччю є рептилії, такі як ящірки та змії, комахи та павуки, а іноді й дрібні гризуни. Він зграйний і збирається групами на краю трав'яних пожеж, щоб ловити прямокрилих, або біля стад худоби, щоб ловити комах.

## Збереження
Чисельність у Західній Африці зменшилася з 1970-х років після програм боротьби з сараною, і вони вразливі до впливу пестицидів. Оскільки він живе виключно в регіоні Сахель, він, ймовірно, страждає від наслідків постійного погіршення свого природного середовища.